# Obertraubling
Obertraubling – miejscowość i gmina w Niemczech, w kraju związkowym Bawaria, w rejencji Górny Palatynat, w regionie Ratyzbona, w powiecie Ratyzbona. Leży około 8 km na południowy wschód od Ratyzbony, przy drodze B15 i linii kolejowej Ratyzbona–Monachium; Pasawa-Drezno.

## Dzielnice
W skład gminy wchodzą następujące dzielnice:
- Einthal
- Embach
- Gebelkofen
- Höhenhof
- Niedertraubling
- Oberhinkofen
- Obertraubling
- Piesenkofen
- Scharmassing
- Tenacker